# Многообразие Хакена
Многообразие Хакена — это компактное P2-неприводимое 3-многообразие, достаточно большое, что означает, что оно содержит правильно вложенную двустороннюю несжимаемую поверхность. Иногда рассматриваются только ориентируемые многообразия Хакена, и в этом случае многообразия Хакена являются компактными ориентируемыми неприводимыми 3-многообразиями, которые содержат ориентируемые несжимаемые поверхности.
3-многообразие, покрытое конечным числом многообразий Хакена, называется виртуально многообразием Хакена. Гипотеза виртуальности Хакена утверждает, что любое компактное неприводимое 3-многообразие с конечной фундаментальной группой является виртуально многообразием Хакена. Эту гипотезу доказал Иан Агол.
Многообразия Хакена предложил Вольфганг Хакен. Хакен доказал, что многообразия Хакена имеют иерархию, в которой они могут быть разделены на 3-шары вдоль несжимаемых поверхностей. Хакен также показал, что существует конечная процедура для поиска несжимаемой поверхности, если 3-многообразие таковое имеет. Джако и Ортел представили алгоритм, определяющий, является ли 3-многообразие многообразием Хакена.
Нормальные поверхности встречаются повсеместно в теории многообразий Хакена и их простая и жёсткая структура приводит естественным образом к алгоритмам.

## Иерархия Хакена
Мы будем рассматривать только случай ориентируемых многообразий Хакена для упрощения обсуждение. Регулярная окрестность ориентируемой поверхности в ориентируемом 3-многообразии, это просто «утолщённая» версия поверхности, то есть тривиальный I-пучок. Таким образом, регулярная окрестность является 3-мерным подмногообризием с границей, содержащей две копии поверхности.
Если дано ориентируемое многообразие Хакена M, по определению оно содержит ориентируемую несжимаемую поверхность S. Возьмём регулярную окрестность поверхности S и удалим её внутренность из M, получим многообразие M' . По существу, мы разрезали M вдоль поверхности S. (Это аналогично, в размерности на единицу меньшей, разрезанию поверхности вдоль окружности или дуги.) Есть теорема, что любое ориентируемое компактное многообразие, имеющее компоненту с краем, не являющейся сферой, имеет бесконечную первую гомологическую группу, откуда следует, что оно имеет правильно вложенную 2-стороннюю неотделимую несжимаемую поверхность, а потому также является многообразием Хакена. Таким образом, мы можем выбрать другую несжимаемую поверхность в M'  и вырезать вдоль неё. Если, в конечном счёте, эта последовательность вырезаний приведёт к многообразию, части которого (компоненты) являются просто 3-шарами, мы называем эту последовательность иерархией.

## Приложения
Иерархия делает возможность доказательства некоторых видов теорем о многообразиях Хакена по индукции. Сначала доказывается теорема для 3-шаров. Затем доказывается, что если теорема верна для частей, полученных разрезанием многообразия Хакена, то она верна и для самого многообразия Хакена. Ключ здесь — разрезание проводится вдоль очень «хорошей» поверхности, то есть несжимаемой. Это делает доказательство по индукции во многих случаях обоснованным.
Хакен набросал доказательство алгоритма проверки, являются ли два многообразия Хакена гомеоморфными. Его набросок доказательства наполнили независимыми усилиями Вальдхаузен, Йохансон, Хемион, Матвеев, и другие. С тех пор существует алгоритм алгоритм проверки, является ли 3-многообразие многообразием Хакена, и основную задачу распознавания 3-многообразий можно считать решённой для многообразий Хакена.
Вальдхаузен доказал, что замкнутые многообразия Хакена являются топологически жёсткосткими — грубо говоря, любая гомотопическая эквивалентность многообразий Хакена гомотопична гомеоморфизму (в случае границы, требуется условие на периферийную структуру). Таким образом, 3-многообразия полностью определяются их фундаментальной группой. Кроме того, Вальдхаузен доказал, что фундаментальные группы многообразий Хакена имеют разрешимую проблему равенства слов. То же самое верно для виртуально хакеновых многообразий.
Иерархия играет решающую роль в теореме о гиперболизации Уильяма Тёрстона для многообразий Хакена, являющейся частью его революционной программы геометризации 3-многообразий.
Йохансон доказал, что атороидальные некольцевые гранично неприводимые 3-многообразия Хакена имеют конечные группы классов отображений. Этот результат может быть получен комбинацией жёсткости Мостова с теоремой геометризации Тёрстона.

## Примеры многообразий
Заметим, что некоторые семейства примеров содержатся в других.
- Компактные неприводимые 3-многообразия с положительным первым числом Бетти
- Поверхностные пучки над окружностью[англ.], это частный случай первого примера.
- Дополнения зацеплений
- Большинство расслоений Зейферта имеют много несжимаемых торов